# Нидернхал
Нидернхал (њем. Niedernhall) град је у њемачкој савезној држави Баден-Виртемберг. Једно је од 16 општинских средишта округа Хоенлое. Према процјени из 2010. у граду је живјело 3.914 становника. Посједује регионалну шифру (AGS) 8126060.

## Географски и демографски подаци
Нидернхал се налази у савезној држави Баден-Виртемберг у округу Хоенлое. Град се налази на надморској висини од 202 метра. Површина општине износи 17,7 km². У самом граду је, према процјени из 2010. године, живјело 3.914 становника. Просјечна густина становништва износи 221 становника/km².

## Међународна сарадња
| Мјесто     | Држава   | Врста сарадње | Од    |
| ---------- | -------- | ------------- | ----- |
| Кировоград | Украјина | контакт       | 1995. |
| Извор      |          |               |       |